# Скрипченко Клара
Кла́ра Скри́пченко (* 1924, Прилуки) — українська піаністка.

## Біографічні відомості
Родом із міста Прилуки (Полтавщина). Вчилася в консерваторіях Харкова, Берліна та Мюнхена.
Від 1951 року в Австралії. Виступає із самостійними концертами, на австралійському радіо, веде школу в Сіднеї.